# エドワーズ郡 (イリノイ州)

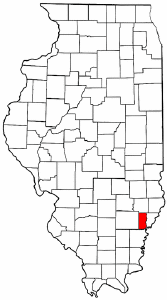
イリノイ州内の位置

エドワーズ郡 (Edwards County) は、アメリカ合衆国イリノイ州にある郡。人口は6,534人（2015年推計）である。郡庁所在地はw:Albion, Illinoisである。

## 地理
アメリカ合衆国統計局によると、この郡は総面積577 km2 (223 mi2) である。このうち576 km2 (222 mi2) が陸地で1 km2 (0 mi2) が水地域である。総面積の0.14%が水地域となっている。

## 人口動静
2000年国勢調査で、この郡は人口6,971人、2,905世帯、及び2,027家族が暮らしている。人口密度は12/km2 (31/mi2) である。6/km2 (14/mi2) の平均的な密度に3,199軒の住宅が建っている。この郡の人種的な構成は白人98.87%、アフリカン・アメリカン0.14%、先住民0.09%、アジア0.40%、太平洋諸島系0.04%、その他の人種0.09%、及び混血0.37%である。ここの人口の0.46%はヒスパニックまたはラテン系である。
この郡内の住民は23.10%が18歳未満の未成年、18歳以上24歳以下が8.00%、25歳以上44歳以下が26.10%、45歳以上64歳以下が24.30%、及び65歳以上が18.50%にわたっている。中央値年齢は40歳である。女性100人ごとに対して男性は93.80人である。18歳以上の女性100人ごとに対して男性は91.50人である。
この郡の世帯ごとの平均的な収入は31,816米ドルであり、家族ごとの平均的な収入は38,750米ドルである。男性は27,165米ドルに対して女性は19,579米ドルの平均的な収入がある。この郡の一人当たりの収入 (per capita income) は16,187米ドルである。人口の9.80%及び家族の6.30%は貧困線以下である。全人口のうち18歳未満の13.80%及び65歳以上の8.70%は貧困線以下の生活を送っている。

## 都市及び町
- ブラウンズ
- グレイビル
- Albion
- Bone Gap
- West Salem